# New Leipzig
New Leipzig (letteralmente Nuova Lipsia) è un centro abitato (city) degli Stati Uniti d'America, situato nella Contea di Grant, nello Stato del Dakota del Nord. Nel censimento del 2000 la popolazione era di 274 abitanti. La città è stata fondata nel 1910.

## Geografia fisica
Secondo i rilevamenti dell'United States Census Bureau, la località di New Leipzig si estende su una superficie di 2,30 km², tutti occupati da terre.

## Popolazione
Secondo il censimento del 2000, a New Leipzig vivevano 274 persone, ed erano presenti 78 gruppi familiari. La densità di popolazione era di 118 ab./km². Nel territorio comunale si trovavano 164 unità edificate. Per quanto riguarda la composizione etnica degli abitanti, il 99,27% era bianco e lo 0,73% era nativo.
Per quanto riguarda la suddivisione della popolazione in fasce d'età, il 20,1% era al di sotto dei 18, il 4,4% fra i 18 e i 24, il 19,3% fra i 25 e i 44, il 24,1% fra i 45 e i 64, mentre infine il 32,1% era al di sopra dei 65 anni di età. L'età media della popolazione era di 49 anni. Per ogni 100 donne residenti vivevano 91,6 maschi.